# إليوثيريو - كورديليو
إليوثيريو-كورديليو (Ελευθέριο-Κορδελιό) هي مدينة في ثيسالونيكي في مقاطعة فوريا إلادا في اليونان.
يبلغ عدد سكانها حوالي 26157 نسمة.